# Sesamia creticoides
Sesamia creticoides är en fjärilsart som beskrevs av Embrik Strand 1920. Sesamia creticoides ingår i släktet Sesamia och familjen nattflyn. Inga underarter finns listade i Catalogue of Life.